# Dysdera ninnii
Dysdera ninnii là một loài nhện trong họ Dysderidae.
Loài này thuộc chi Dysdera. Dysdera ninnii được miêu tả năm 1868 bởi Canestrini.